# Eugerygone
Genre
Eugerygone est un genre monotypique de passereaux de la famille des Petroicidae. Il comprend une seule espèce de miros.

## Répartition
Ce genre se trouve à l'état naturel en Nouvelle-Guinée.

## Liste alphabétique des espèces
Selon la classification de référence du Congrès ornithologique international (version 8.2, 2018) :
- Eugerygone rubra (Sharpe, 1879) — Gobemouche à dos rouge, Miro grenat